# Pío Baroja
Pío Baroja y Nessi (født 28. december 1872, død 30. oktober 1956) var en spansk forfatter. Han skrev både romaner, skuespil og digte; men hans navn er først og fremmest knyttet til ét værk: romanen (eller El Árbol de la Ciencia).
- Wikimedia Commons har flere filer relateret til Pío Baroja